# Dimitriana Bezede
Dimitriana Bezede (* 12. April 1994 in Chișinău als Dimitriana Surdu) ist eine moldauische Kugelstoßerin, die gelegentlich auch im Diskuswurf an den Start geht.

## Sportliche Laufbahn
Erste internationale Erfahrungen sammelte Dimitriana Bezede 2013 bei den Junioreneuropameisterschaften in Rieti, bei denen sie mit 45,00 m in der Diskuswurfqualifikation ausschied. 2015 erreichte sie bei den U23-Europameisterschaften in Tallinn im Diskuswurf das Finale und belegte dort mit 49,96 m den zehnten Platz, während sie im Kugelstoßen mit 14,77 m in der Qualifikation ausschied. 2016 nahm sie an den Europameisterschaften in Amsterdam teil, erreichte dort mit 15,50 m aber nicht das Finale. Anschließend nahm sie an den Olympischen Spielen in Rio de Janeiro teil, schied aber auch dort mit 15,25 m in der Qualifikation aus. 2017 erfolgte die Teilnahme an den Halleneuropameisterschaften in Belgrad, bei denen sie mit 16,78 m nicht das Finale erreichte. Zudem qualifizierte sie sich für die Weltmeisterschaften in London, bei denen sie mit 17,37 m in der Vorrunde ausschied. Zwei Wochen später gelang ihr bei der Sommer-Universiade in Taipeh in der Qualifikation kein gültiger Versuch. 2018 erreichte sie bei den Hallenweltmeisterschaften in Birmingham mit 17,22 m Rang 14 und bei den Europameisterschaften in Berlin schied sie mit 16,87 m in der Qualifikation aus, wie auch bei den Halleneuropameisterschaften in Glasgow im Jahr darauf mit 17,65 m. Im Juli nahm sie erneut an den Studentenweltspielen in Neapel teil und belegte dort mit 17,25 m den fünften Platz. Anfang September siegte sie mit 17,53 m bei den Balkan-Meisterschaften in Prawez und gelangte anschließend bei den Weltmeisterschaften in Doha mit 17,64 m im Finale auf Rang zwölf. 2020 siegte sie mit einem Stoß auf 18,11 m bei den Balkan-Hallenmeisterschaften in Istanbul und im Jahr darauf nahm sie an den Olympischen Spielen in Tokio teil, schied dort aber mit 16,55 m in der Vorrunde aus. 
2022 gewann sie bei den Balkan-Hallenmeisterschaften in Istanbul mit 17,27 m die Silbermedaille hinter der Türkin Pınar Akyol und anschließend wurde sie bei den Hallenweltmeisterschaften in Belgrad mit 18,07 m Zehnte. Im Juli schied sie bei den Weltmeisterschaften in Eugene mit 16,99 m in der Qualifikationsrunde aus und anschließend gelangte sie bei den Europameisterschaften in München mit 16,98 m Elfte. Im Jahr darauf belegte sie bei den Halleneuropameisterschaften in Istanbul mit 17,98 m den siebten Platz. Im Juni wurde sie bei der 2. Liga der Team-Europameisterschaft im Zuge der Europaspiele in Chorzów mit 17,27 m Zweite im Kugelstoßen und gelangte im Diskuswurf mit 47,41 m auf Rang elf. Anschließend siegte sie mit 17,94 m bei den Balkan-Meisterschaften in Kraljevo, ehe sie bei den Weltmeisterschaften in Budapest mit 17,69 m den Finaleinzug verpasste. 2024 siegte sie mit 17,86 m bei den Balkan-Hallenmeisterschaften in Istanbul und gelangte anschließend mit 16,95 m auf den 15. Platz bei den Hallenweltmeisterschaften in Glasgow. Ende Mai gewann sie bei den Balkan-Meisterschaften in Izmir mit 16,84 m die Silbermedaille hinter der Türkin Emel Dereli. Kurz darauf verpasste sie bei den Europameisterschaften in Rom mit 16,80 m den Finaleinzug, wie auch bei den Olympischen Sommerspielen in Paris mit 16,35 m. Im Jahr darauf siegte sie mit 17,09 m bei den Balkan-Hallenmeisterschaften in Belgrad, ehe sie bei den Halleneuropameisterschaften in Apeldoorn mit 17,04 m in der Vorrunde ausschied.
In den Jahren von 2013 bis 2019 sowie 2021 und 2022 und 2024 wurde Bezede moldauische Meisterin im Kugelstoßen im Freien sowie 2014 und von 2017 bis 2020 sowie von 2022 bis 2025 auch in der Halle. Im Diskuswurf sicherte sie sich den Titel 2013 und 2014 sowie 2018 und 2022.

## Persönliche Bestleistungen
- Kugelstoßen: 18,83 m, 28. Mai 2017 in Tiraspol
- Diskuswurf: 53,61 m, 30. Mai 2015 in Chișinău